# پیرپشته
پیرپشته، روستایی از توابع بخش مرکزی شهرستان لنگرود در استان گیلان ایران است.

## جمعیت
این روستا در دهستان گل سفید قرار دارد و براساس سرشماری مرکز آمار ایران در سال ۱۳۸۵، جمعیت آن ۴۴۱ نفر (۱۴۰خانوار) بوده‌است.